# The Age of Adz
The Age of Adz — шестой студийный альбом американского автора-исполнителя и мультиинструменталиста Суфьяна Стивенса, изданный 12 октября 2010 года на студии Asthmatic Kitty.
Критики высоко оценили интимность альбома, но многие разделили мнение о смене стиля, которую предпринял Стивенс. Тем не менее, альбом попал в несколько списков «лучших альбомов 2010 года», в том числе в списки Paste, The New York Times и MTV. В коммерческом плане альбом обеспечил Стивенсу лучшие в его карьере продажи в первую неделю и стал его самым чартовым альбомом на сегодняшний день, заняв седьмое место в Billboard 200 и первое в его рок-, фолк- и альтернативных хит-парадах.

## Отзывы
| Совокупная оценка    | Совокупная оценка |
| Источник             | Оценка            |
| -------------------- | ----------------- |
| AnyDecentMusic?      | 7.5/10            |
| Metacritic           | 80/100            |
| Оценки критиков      |                   |
| Источник             | Оценка            |
| AllMusic             | [ 4 ]             |
| The A.V. Club        | B                 |
| Entertainment Weekly | A−                |
| The Guardian         | [ 7 ]             |
| The Independent      | [ 8 ]             |
| Los Angeles Times    | [ 9 ]             |
| NME                  | 7/10              |
| Pitchfork            | 8.4/10            |
| Rolling Stone        | [ 12 ]            |
| Spin                 | 7/10              |

Альбом получил в целом положительные отзывы музыкальных критиков и интернет-изданий. На агрегаторе рецензий Metacritic Aporia получил средневзвешенный балл 80 из 100 на основе отзывов 33 критиков, что свидетельствует о «в целом благоприятном» приеме.
Кит Мэтто из Frontier Psychiatrist описал альбом как «музыкальный шедевр, в котором смешиваются аналоговые и цифровые звуки, размышляя о любви и потере, жизни и смерти, человечности и божественности». Журналист Entertainment.ie Дженни Маллиган назвала Стивенса «странным, это точно, но, возможно, он просто гений». Uncut отметил, что альбом предоставляет множество доказательств того, что он либо «один из самых важных авторов песен своего поколения», либо «просто въедливый, невротический выпендрежник». Алексис Петридис из The Guardian сказал, что, хотя альбом «немного сумасброден и переборчив», в нём есть несколько «невероятных мелодий», которые «не только по-настоящему замечательны, но и по-настоящему приятны». Алекс Денни из NME аналогично отметил, что альбом «создает достаточно моментов душераздирающего великолепия, чтобы оплатить счет за его головокружительные излишества». Сэм Льюис из BBC отметил то же самое: альбом «наполнен отдельными моментами великолепия», но в целом его «подводит его самосознательная бессвязность».

### Итоговые списки
| Издание            | Список                        | Ранг |
| ------------------ | ----------------------------- | ---- |
| Time               | Top 10 Albums of 2010         | #6   |
| Exclaim!           | Best Pop & Rock Album of 2010 | #8   |
| Pitchfork          | 50 top albums of 2010         | #25  |
| The New York Times | Top Pop 2010 Anthems          | #5   |
| MTV                | 20 Best Albums Of 2010        | #10  |
| Paste              | The 50 Best Albums of 2010    | #9   |

## Коммерческий успех
The Age of Adz дебютировал на седьмом месте в американском хит-параде Billboard 200, с тиражом 36,000 копий, дав Стивенсу его самую успешную первую неделю продаж на тот момент, вплоть до альбома Carrie & Lowell (2015) с тиражом 51,000 копий в первую неделю. Он стал первым и единственным альбомом попавшим в топ-10 хит-парад Billboard 200. Он также занял первое место в чартах Billboard «Rock Albums», «Independent Albums», «Alternative Albums» и «Folk Albums», а также занял второе место в «Digital Albums» и «Tastemaker Albums». Альбом также вошел в списки «100 лучших альбомов» в нескольких других странах.

## Список композиций
Слова и музыка всех песен — Sufjan Stevens.
| №                   | Название                                                                 | Длительность                             |
| ------------------- | ------------------------------------------------------------------------ | ---------------------------------------- |
| 1.                  | «Futile Devices»                                                         | 2:11                                     |
| 2.                  | «Too Much»                                                               | 6:44                                     |
| 3.                  | «Age of Adz»                                                             | 8:00                                     |
| 4.                  | «I Walked»                                                               | 5:01                                     |
| 5.                  | «Now That I'm Older»                                                     | 4:56                                     |
| 6.                  | «Get Real Get Right»                                                     | 5:10                                     |
| 7.                  | «Bad Communication»                                                      | 2:24                                     |
| 8.                  | «Vesuvius»                                                               | 5:26                                     |
| 9.                  | «All for Myself»                                                         | 2:55                                     |
| 10.                 | «I Want to Be Well»                                                      | 6:27                                     |
| 11.                 | «Impossible Soul" - "Part 1" - "Part 2" - "Part 3" - "Part 4" - "Part 5» | 25:35 - 3:56 - 5:59 - 3:54 - 8:31 - 3:15 |
| Общая длительность: | Общая длительность:                                                      | 74:49                                    |

## Чарты
| Чарт (2010)                            | Высшая позиция |
| -------------------------------------- | -------------- |
| США (Billboard 200)                    | 7              |
| США (Billboard Folk Albums)            | 1              |
| США (Billboard Top Alternative Albums) | 1              |
| США (Billboard Independent Albums)     | 1              |
| США (Billboard Top Rock Albums)        | 1              |